# Norbert Steger
Norbert Steger (*Wenen 6 maart 1944) is een Oostenrijks politicus (FPÖ). Hij was van 24 mei 1983 tot 21 januari 1987 vicekanselier van Oostenrijk.

## Biografie
Hij studeerde van 1964 tot 1970 rechten aan de Universiteit van Wenen. Tijdens zijn studie sloot hij zich aan bij de Ring Freiheitlicher Studenten (RFS), de studentenafdeling van de Freiheitliche Partei Österreichs (FPÖ). In 165 werd hij gekozen tot voorzitter van de RFS. Naast zijn activiteiten voor de RFS was Steger lid van de universitaire zangvereniging. In 1968 richtte hij met medestanders de Atterseekreis ("Atterseekring") op binnen de FPÖ. De Atterseekreis bracht meer liberaal-gezinde FPÖ'ers samen die zich verzetten tegen de Duits-nationale stroming die traditioneel dominant is binnen de Freiheitliche Partei Österreichs.
In 1975 werd Steger vicevoorzitter van de FPÖ in Wenen en opende zijn eigen advocatenpraktijk; in 1977 werd hij voorzitter van de Weense FPÖ. Bij de parlementsverkiezingen van 1979 werd Steger in de Nationale Raad gekozen. Een jaar later volgde zijn verkiezing tot bondsvoorzitter van de FPÖ die hij in liberale richting stuurde. Daarnaast werd hij gekozen tot vicepresident van de Liberale Internationale.

### Vicekanselier
Bij de parlementsverkiezingen van 1983 verloor de SPÖ haar absolute meerderheid in Nationale Raad. Fred Sinowatz, de leider van de SPÖ, begon daarop coalitieonderhandelingen met de FPÖ van Steger. Hoewel de FPÖ maar 12 zetels had in het parlement, kon de FPÖ de SPÖ aan een meerderheid helpen en de beide partijen vormden daarop een bondsregering die op 24 mei 1983 aantrad. Het was de eerste keer in de geschiedenis van Oostenrijk dat de FPÖ deel ging uitmaken van een regering. Steger werd vicekanselier en minister van Handel, Nijverheid en Industrie. Naast hem traden nog twee ministers van FPÖ huize aan alsmede drie staatssecretarissen.
Tijdens zijn vicekanselierschap kreeg hij het aan de stok met Duits-nationale elementen binnen zijn partij onder Jörg Haider. Tijdens een partijdag in Innsbrück op 13 september 1986 moest Steger het onderspit delven en werd als partijleider vervangen door Haider die een verklaard tegenstander was van een coalitie met de sociaaldemocraten. Franz Vranitzky, die Sinowatz als kanselier was opgevolgd, besloot in overleg met de top van de FPÖ om de coalitieregering te ontbinden en nieuwe verkiezingen uit te schrijven. Bij de verkiezingen van 23 november 1986 boekte de FPÖ onder Haider een grote zege, maar omdat onderhandelingen voor een nieuw kabinet met SPÖ onbespreekbaar bleek, vormde Vranitzky een "Grote Coalitie" van SPÖ en ÖVP. Hiermee kwam er een einde aan het vicekanselierschap van Steger die op 21 januari 1987 werd opgevolgd door Alois Mock (ÖVP).

### Na zijn vicekanselierschap
Na zijn vicekanselierschap hervatte Steger zijn werkzaamheden als advocaat. Hij bleef advocaat tot aan zijn pensionering. Zijn rol binnen de FPÖ, die steeds verder naar rechts rukte, was onder het leiderschap van Haider uitgespeeld. Pas na de afscheiding van Haider en de zijnen van de FPÖ, groeide de rol van Steger binnen zijn partij.  Zijn dochter, Petra Steger (*1987), is sinds 2013 lid van de Nationale Raad voor de FPÖ.
Namens de FPÖ is Norbert Steger sinds 2010 lid van de raad van bestuur van de radio- en televisieomroep ORF.